# Collier Trophy

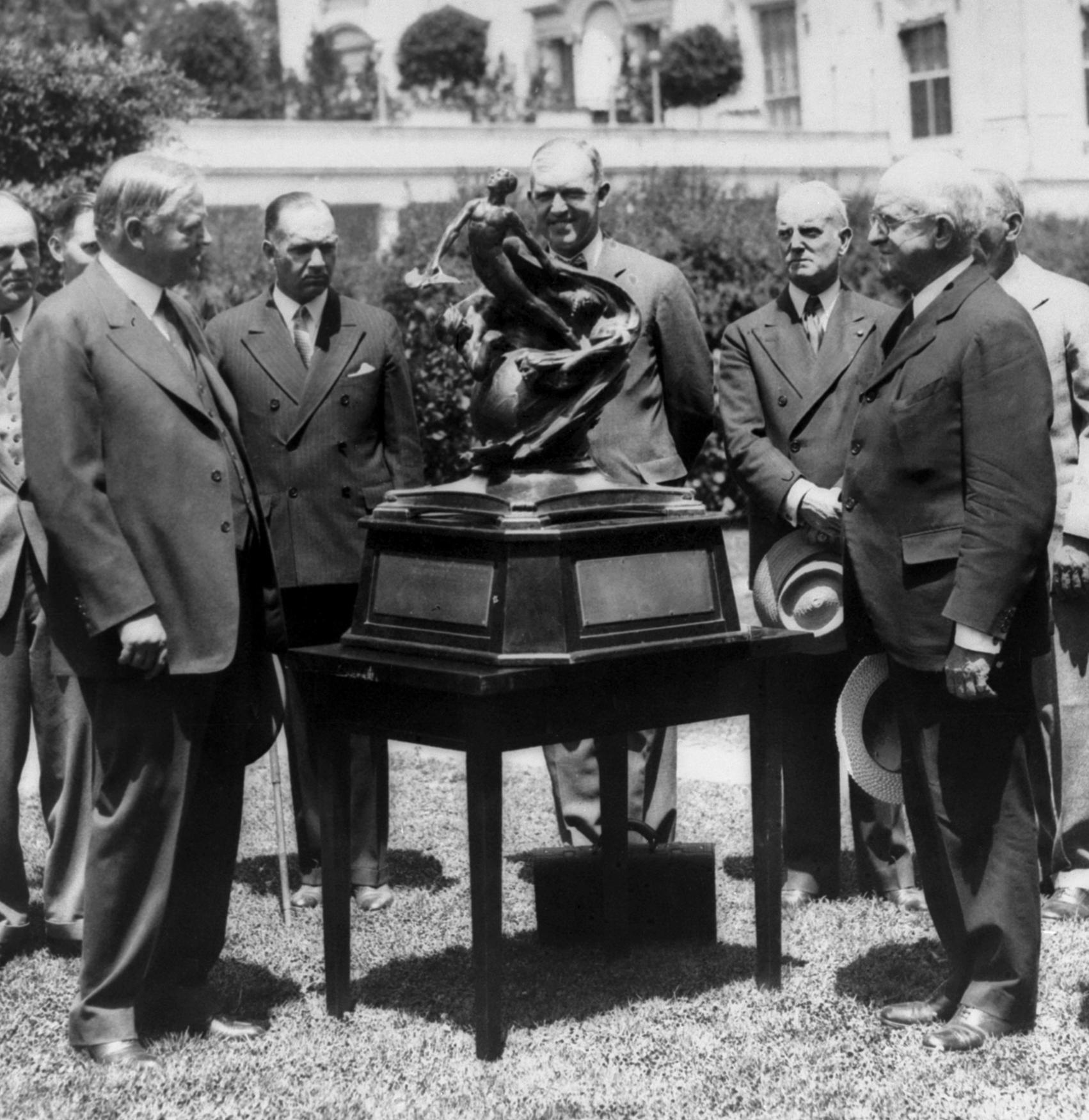
Herbert Hoover conferisce il Collier Trophy a Joseph Ames, direttore del NACA, nel 1929.

Il Collier Trophy è un trofeo aeronautico annuale gestito dalla U.S. National Aeronautic Association (NAA), attribuito a coloro che hanno conseguito "il più grande successo nel campo nell'aviazione o nell'astronautica negli Stati Uniti d'America
per quanto riguarda il miglioramento delle prestazioni, l'efficienza e la sicurezza di velivoli aerei o spaziali, il cui valore è stato ampiamente dimostrato dall'uso effettivo nel corso dell'anno precedente".

## Storia
Robert J. Collier, editore del periodico Collier's Weekly, fu un pioniere dell'aviazione e degli sport dell'aria nonché presidente dell'Aero Club of America. Fu lui a commissionare, nel 1911, il trofeo dal peso di ben 525 lb (238 kg), originariamente chiamato Aero Club of America Trophy. Collier fu anche proprietario di un biplano Wright Model B che acquistò nel 1911. Dopo aver consegnato personalmente il premio in più occasioni, Collier morì nel 1918 poco dopo il termine della prima guerra mondiale.
Il trofeo cambiò quindi il suo nome, in onore del suo ideatore, nel 1922, quando l'Aero Club si sciolse, venendo acquisito nella sua gestione dal NAA. Il nome divenne ufficiale nel 1944 e, da allora, il premio assegnato una volta l'anno dal presidente del NAA; il trofeo resta in esposizione permanente presso il National Air and Space Museum. In quanto tale, il trofeo era sotto la custodia del suo co-destinatario del 1969, l'astronauta Michael Collins, durante la sua direzione del museo.
Nel corso della sua lunga storia il trofeo è stato anche oggetto di un furto: nel maggio del 1978 la parte superiore della scultura scomparve dalla sala del National Aviation Club nel seminterrato del Mayflower Hotel a Washington. Il trofeo era conservato presso l'hotel nel fine settimana successivo all'annuale cerimonia di attribuzione. L'oggetto fu ritrovato un paio di giorni dopo il furto nel Fort Foote Park, parco sulle rive del fiume Potomac nei sobborghi della capitale.

## Beneficiari
Il destinatario del premio è selezionato ed indicato nell'anno solare successivo a quello per il quale viene assegnato il trofeo. Ad esempio, il destinatario del 2009, la Stazione Spaziale Internazionale, non è stato annunciato ufficialmente fino a marzo 2010 e la presentazione formale trofeo non ha avuto luogo fino a giugno 2010.

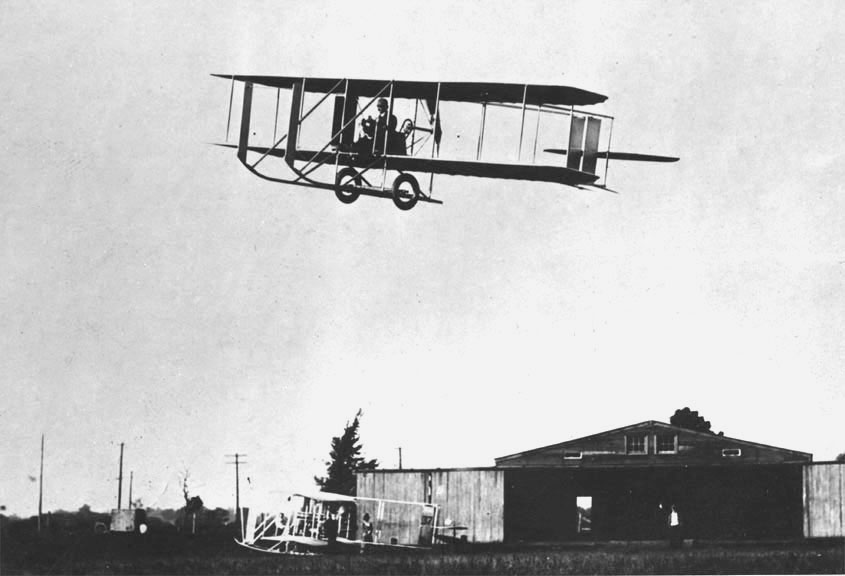
Il Wright Model E.

- 1911: Glenn H. Curtiss; per il successo nello sviluppo dell'idrovolante. Il primo dei trofei concessi.
- 1912: Glenn H. Curtiss; per l'invenzione dell'idrovolante a galleggiante centrale e lo sviluppo dell'idrovolante a scafo centrale.
- 1913: Orville Wright; per lo sviluppo dello stabilizzatore automatico applicato sul suo Wright Model E.
- 1914: Elmer Ambrose Sperry; per l'invenzione del controllo giroscopico.
- 1915: William Starling Burgess; per la realizzazione dell'idrovolante Burgess-Dunne (AH-7)[N 2]
- 1916: Elmer Ambrose Sperry; per la realizzazione dell'indicatore di deriva.

- 1917 - 1920: l'assegnazione del premio fu sospesa, a causa della prima guerra mondiale.

- 1921: Grover Loening; per lo sviluppo del Loening Flying Yacht.[4]
- 1922: United States Air Mail Service; per un anno di servizio nel trasporto di corrispondenza, senza incidenti mortali.
- 1923: United States Air Mail Service; per l'apertura del servizio di posta aerea volando di notte.
- 1924: United States Army Air Service; per la realizzazione del primo giro del mondo aereo[N 3].
- 1925: Sylvanus Albert Reed; per l'ideazione dell'elica metallica.[5]
- 1926: Edward L. Hoffman; per lo sviluppo di un modello di paracadute.
- 1927: Charles Lawrance; per lo sviluppo di motori aeronautici radiali, raffreddati ad aria.
- 1928: Il ramo aeronautico del Dipartimento del commercio degli Stati Uniti d'America; per lo sviluppo delle vie aeree e dei servizi di navigazione.
- 1929: National Advisory Committee for Aeronautics;  per il progetto della cappottatura aerodinamica[N 4], destinata ai motori aeronautici radiali raffreddati ad aria.

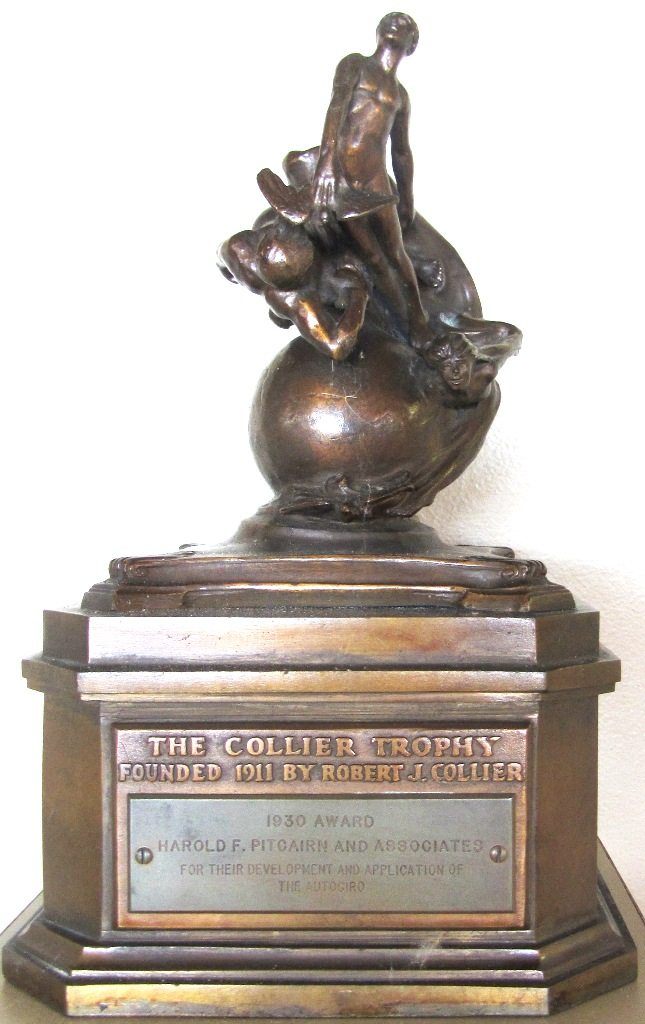
Il Collier Trophy del 1930, concesso per lo sviluppo dell'autogiro.

- 1930: Harold Frederick Pitcairn ed i suoi associati; per lo sviluppo dell'autogiro.
- 1931: Packard Motor Car Company; per lo sviluppo del motore aeronautico diesel.
- 1932: Glenn L. Martin; per lo sviluppo di un velivolo ad alte prestazioni, capace di trasportare elevate quantità di carico[N 5]
- 1933: Hamilton Standard ed il suo ingegnere capo Frank W. Caldwell; per lo sviluppo dell'elica a passo variabile a controllo idraulico.
- 1934: Albert Francis Hegenberger e gli United States Army Air Corps; per lo sviluppo del primo sistema di atterraggio a volo cieco.
- 1935: Donald Wills Douglas ed il suo personale tecnico e produttivo; per l'eccezionale velivolo da trasporto bimotore[N 6].
- 1936: Pan American Airways; per l'istituzione di una compagnia aerea di voli transoceanici attraverso il Pacifico ed il buon esito della prolungata navigazione "sopra i mari" durante le normali operazioni di linea.
- 1937: United States Army Air Corps; per il progetto e lo sviluppo del primo aereo con cabina pressurizzata, il Lockheed XC-35.
- 1938: Howard Hughes ed i suoi associati; per il loro epocale giro del mondo in 91 ore e 14 minuti.[N 7]
- 1939: Le compagnie aeree statunitensi; per il loro elevato standard di sicurezza nei viaggi aerei, con un riconoscimento speciale ai dottori Walter M. Boothby e W. Randolph Lovelace II della Mayo Foundation for Medical Education and Research e il capitano Harry G. Armstrong del corpo militare dell'esercito americano a Wright Field, per il loro contributo a questa documentazione sulla sicurezza attraverso il loro lavoro nel campo della medicina aeronautica in particolare l'affaticamento generale e del pilota.
- 1940: Sanford Alexander Moss e l'U.S.A.A.C.; per il lavoro di sviluppo per l'impiego del turbocompressore sui motori aeronautici.
- 1941: L'U.S.A.A.C. e le compagnie aeree degli Stati Uniti d'America; per aver dato vita al trasporto aereo a livello mondiale, vitale per la difesa immediata e la vittoria finale.
- 1942: Generale Henry Harley "Hap" Arnold, dello United States Army; per l'organizzazione ed il comando delle United States Army Air Forces in tutto il mondo.
- 1943: Capitano Luis de Florez, della United States Navy Reserve; per il suo contributo alla formazione sicura e rapida dei piloti e degli equipaggi da combattimento.
- 1944: Generale Carl Andrew Spaatz dell'U.S.A.A.F.; per la dimostrazione del concetto di potenza aerea attraverso l'impiego dell'aviazione americana nella guerra contro la Germania.
- 1945: Luis W. Álvarez; per lo sviluppo e la realizzazione del concetto relativo al ground controlled approach (GCA) che ha permesso ai controllori del traffico aereo di ottenere dal radar precise indicazioni da trasmettere ai piloti durante l'avvicinamento per l'atterraggio in tutte le condizioni meteorologiche e di traffico.
- 1946: Lewis A. Rodert della N.A.C.A; per la sua pionieristica ricerca e guida nello sviluppo e applicazione pratica di un sistema termico di prevenzione della formazione di ghiaccio sulle superfici degli aeromobili.
- 1947:

1. Lawrence Dale Bell; per la progettazione e la costruzione dello speciale aereo da ricerca Bell X-1;
2. John Stack; per la ricerca pionieristica volta a determinare le leggi fisiche che influenzano il volo supersonico e per la sua concezione degli erei sperimentali transonici;
3. Chuck Yeager della United States Air Force; per aver pilotato il Bell X-1, il primo aereo ad aver superato il muro del suono.[N 8]

- 1948: Radio Technical Commission for Aeronautics; per l'istituzione di una linea guida per lo sviluppo e l'attuazione di un sistema di aeronavigazione e controllo del traffico per facilitare operazioni di volo sicure e senza limitazioni in tutte le condizioni meteorologiche.
- 1949: William Powell Lear; per lo sviluppo del sistema di pilotaggio automatico "F-5" e del sistema di collegamento tra i comandi, l'autopilota ed il sistema ILS.
- 1950: L'industria elicotteristica, i servizi militari e la United States Coast Guard; per lo sviluppo e l'impiego di velivoli ad ala rotante per operazioni di salvataggio aereo.
- 1951: John Stack ed i suoi associati al Langley Research Center della NACA; per la concezione, lo sviluppo e l'applicazione pratica della "gola" nella galleria del vento transonica.

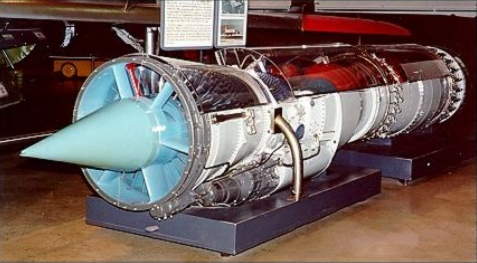
Un motore Pratt & Whitney J57 al National Museum dell'U.S.A.F., a Dayton (Ohio).

- 1952: Leonard S. (Luke) Hobbs della United Aircraft Corporation; per la progettazione, lo sviluppo e la produzione del motore turbogetto J-57.
- 1953:

1. James Howard "Dutch" Kindelberger; per la progettazione, lo sviluppo e la produzione del North American F-100 Super Sabre;
2. Ed Heinemann; per la progettazione, lo sviluppo e la produzione del Douglas F4D Skyray.

- 1954: Richard T. Whitcomb; per la scoperta e la verifica sperimentale della regola delle aree, un contributo alla conoscenza di base che consente agli aerei di raggiungere velocità significativamente più elevate e una maggiore autonomia a parità di potenza.
- 1955:

1. William McPherson Allen ed i suoi associati alla Boeing Airplane Company; per la concezione, lo sviluppo e la produzione in quantità del primo bombardiere a lungo raggio americano, il Boeing B-52 Stratofortress.
2. Nathan Farragut Twining; per averne caldeggiato l'impiego e per averlo reso operativo nel 1955 come potente arma di pace.

- 1956: Charles J. McCarthy ed i suoi associati della Chance-Vought Aircraft e James Sargent Russell ed i suoi associati dell'Ufficio Aeronautico della United States Navy; per l'ideazione, la progettazione e lo sviluppo dell'F-8U Crusader, un aereo da caccia navale, primo aereo operativo in grado di raggiungere velocità superiori a 1 000 miglia all'ora (1 600 km/h).
- 1957: Edward P. Curtis; per il suo rapporto intitolato "Pianificazione degli impianti di aviazione", che ha rappresentato un notevole progresso nel campo della pianificazione a lungo raggio per affrontare i complessi problemi connessi all'uso dei velivoli nel nostro spazio aereo.
- 1958: United States Air Force ed il team industriale responsabile della progettazione e realizzazione del caccia Lockheed F-104 Starfighter:
  - Clarence "Kelly" Johnson della Skunk Works, divisione sperimentale della Lockheed Corporation; per la progettazione del velivolo;
  - Gerhard Neumann e Neil Burgess della General Electric; per aver supervisionato il progetto e lo sviluppo del caccia del turbogetto General Electric J79;
  - Howard Johnson, dell'U.S.A.F.; per aver stabilito il record di volo in quota, all'altitudine di 91 243 piedi (27 811 m);
  - Walter W. Irwin, dell'U.S.A.F.; per aver stabilito il record di velocità volando a 1 404,09 mph (2 259,66 km/h).
- 1959: United States Air Force, la Convair (divisione della General Dynamics) e la Space Technology Laboratories; per lo sviluppo, la sperimentazione, la produzione e la messa in opera dell'Atlas, primo missile balistico intercontinentale statunitense, strumento vitale per le esigenze di sicurezza e di esplorazione spaziale degli Stati Uniti e del mondo libero.

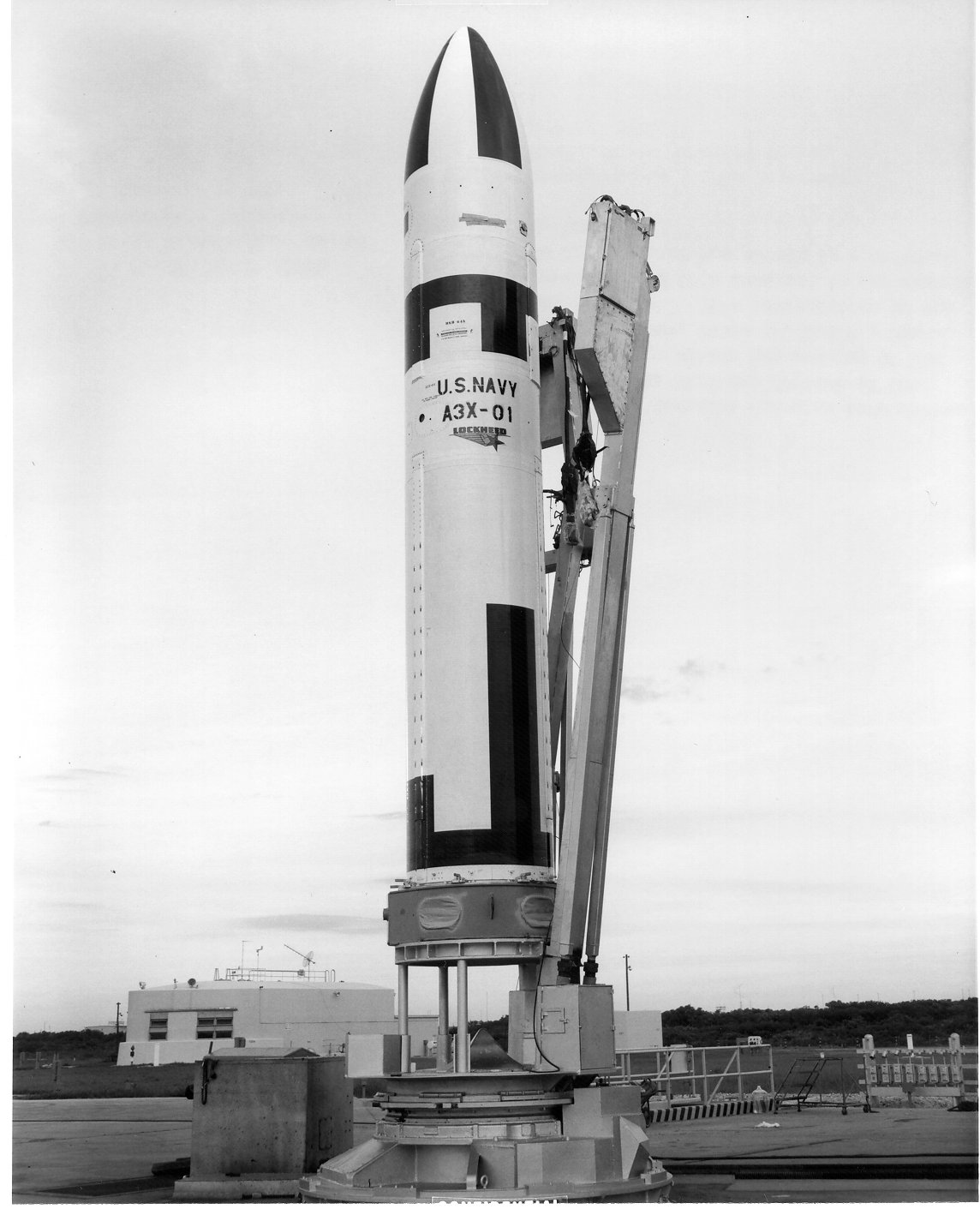
Il missile balistico sottomarino UGM-27 Polaris A-3 della U.S. Navy su una rampa di lancio a Cape Canaveral.

- 1960: William Francis Raborn, Jr. della U.S. Navy; sotto la cui direzione la Marina, la Scienza e l'Industria degli Stati Uniti hanno creato il sistema di armi missilistiche balistiche Polaris.
- 1961: Albert Scott Crossfield, Joseph Albert Walker, Robert Michael White e Forrest S. Petersen; per i preziosi contributi tecnologici all'avanzamento del volo e per la grande abilità ed il coraggio dimostrati come piloti collaudatori dell'X-15.
- 1962: Malcom Scott Carpenter, LeRoy Gordon Cooper, John Glenn; Virgil Grissom, Walter Schirra, Alan Shepard e Donald Slayton[N 9]; per aver tracciato la strada dei voli spaziali con equipaggio negli Stati Uniti.
- 1963: Clarence "Kelly" Johnson; per la sua direzione del Skunk Works nello sviluppo del Lockheed A-11, velivolo capace di raggiungere la velocità di Mach 3.
- 1964: Curtis LeMay; per lo sviluppo di aerei ad alte prestazioni, missili e sistemi spaziali che nel 1964 hanno notevolmente ampliato le frontiere dell'aeronautica e dell'astronautica americane.
- 1965: James E. Webb e Hugh Latimer Dryden; in rappresentanza di tutti i team del Programma Gemini che hanno notevolmente migliorato l'esperienza umana nel volo spaziale.
- 1966: James Smith McDonnell; per la sua leadership e perseveranza nello sviluppo dell'aeronautica e dell'astronautica esemplificati dall'aereo F-4 Phantom e dai veicoli spaziali Gemini.
- 1967: Lawrence A. Hyland; in rappresentanza del team del Programma Surveyor presso la Hughes Aircraft Company, del Jet Propulsion Laboratory e delle organizzazioni associate che hanno permesso di mettere gli occhi e le mani degli Stati Uniti sulla Luna.
- 1968; Frank Borman, Jim Lovell e William Anders; in qualità di equipaggio della missione Apollo 8 ed in rappresentanza dell'intera squadra di volo spaziale degli Stati Uniti per la riuscita ed impeccabile esecuzione della prima missione di volo in orbita lunare con equipaggio della storia.
- 1969: Neil Armstrong, Michael Collins e Buzz Aldrin; per l'epico volo dell'Apollo 11 e il primo sbarco dell'uomo sulla superficie della Luna, il 20 luglio 1969.

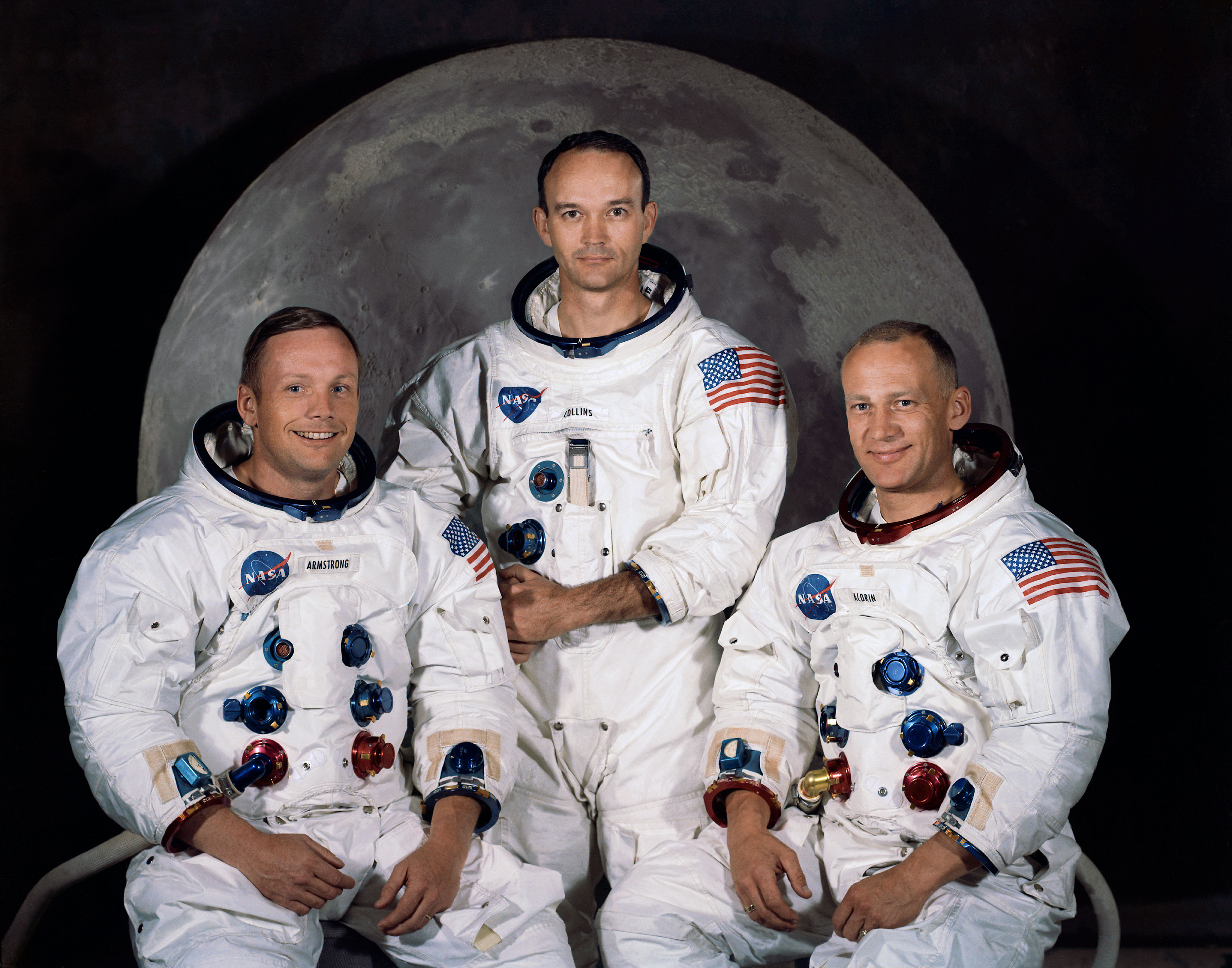
L'equipaggio della missione Apollo 11; da sinistra a destra: Armstrong, Collins e Aldrin.

- 1970: La Boeing Company; come leader del team "industria-linea aerea-governo" per aver introdotto con successo il 747 in servizio operativo sulle rotte commerciali, con particolare riconoscimento alla Pratt & Whitney, divisione della United Aircraft Corporation e alla Pan American World Airways.
- 1971: David Scott, James Irwin, Alfred Worden; per la superba dimostrazione di abilità e coraggio e per il Dottor Robert R. Gilruth come rappresentante del genio ingegneristico della squadra di volo spaziale con equipaggio, culminata nell'Apollo 15, la più lunga e scientificamente produttiva missione lunare compiuta dall'uomo.
- 1972: Ufficiali e uomini della 7th e della 8th Air Force dell'U.S.A.F. e della Task Force 77 dell'U.S. Navy; per aver portato a termine con successo l'operazione Linebacker II, la campagna aerea contro il Vietnam del Nord nel dicembre 1972 che, attraverso attacchi precisi, accurati e determinati su obiettivi militari chiave di fronte a difese senza precedenti, ha provocato un cessate il fuoco in termini che hanno permesso di raggiungere gli obiettivi degli Stati Uniti nel sud-est asiatico.
- 1973: Il programma Skylab, con riconoscimento a William C. Schneider (direttore del programma) ed ai tre team di astronauti che vi presero parte.[N 10]
- 1974: John F. Clark (NASA) e Daniel J. Fink (General Electric), in rappresentanza del team responsabile del programma satellitare Landsat, destinato allo studio delle risorse della Terra; per aver dimostrato nel 1974 il valore della tecnologia spaziale statunitense nella gestione delle risorse e dell'ambiente della Terra a beneficio di tutta l'umanità, con speciale riconoscimento alla Hughes Aircraft Company e alla Radio Corporation of America (RCA).
- 1975: David S. Lewis, Jr. della General Dynamics Corporation, assieme all'F-16 Air Force Industry Team; per i significativi progressi nella tecnologia aeronautica applicata agli aerei da caccia.
- 1976: U.S.A.F, Rockwell International Corporation ed il team industriale del B-1; per la progettazione, lo sviluppo, la gestione e il test di volo di grande successo del bombardiere strategico B-1 Lancer.
- 1977: Robert J. Dixon, in qualità di comandante del Tactical Air Command dell'U.S.A.F.; per lo sviluppo e l'attuazione dell'esercitazione Red Flag, un programma di addestramento al volo simulato in combattimento senza precedenti per gli equipaggi delle forze armate degli Stati Uniti, un contributo significativo alla difesa nazionale.
- 1978: Sam B. Williams, presidente del consiglio di amministrazione della Williams International per la concezione e lo sviluppo della più piccola turboventola ad alta efficienza del mondo, selezionata per potenziare i missili da crociera degli Stati Uniti.[N 11]

Il Gossamer Albatross II fotografato durante un volo di prova presso il Dryden Flight Research Center della NASA.

- 1979: Paul MacCready; per il concepimento, la progettazione e la costruzione del Gossamer Albatross, che ha realizzato il primo volo a propulsione umana attraverso il canale della Manica, con un riconoscimento speciale a Bryan Allen, il pilota.
- 1980: Programma Voyager, rappresentato dal responsabile scientifico Edward Carroll Stone; per lo spettacolare sorvolo di Saturno e per il ritorno in termini di conoscenze basilari sul sistema solare.
- 1981: NASA, Martin Marietta, Rockwell International, Thiokol e tutto il team industriale e governativo; per lo sviluppo del concetto di veicolo spaziale riutilizzabile con equipaggio, con speciale riconoscimento agli astronauti John Young, Robert Crippen, Joe Engle e Richard Truly.
- 1982: Thornton Arnold Wilson e la Boeing; per lo sviluppo privato di due trasporti tecnologici avanzati, 757 e 767, con il supporto della Federal Aviation Administration, dell'industria e delle compagnie aeree.
- 1983: United States Army, Hughes Aircraft Helicopters e il team industriale di subcontraenti; per lo sviluppo del sistema d'arma basato sull'elicottero d'attacco AH-64 Apache.
- 1984: NASA e Martin Marietta, con l'astronauta Bruce McCandless, Charles E. Whitsett Jr (NASA) e Walter W. Bollendonk (Martin); per il loro lavoro sui sistemi di recupero e riparazione dei satelliti (MMU).
- 1985: Russell W Meyer e Cessna Aircraft Co.; per il raggiungimento dell'eccezionale livello di sicurezza nella flotta mondiale dei Cessna Citation nei 14 anni precedenti.
- 1986: Dick Rutan, Jeana Yeager, Burt Rutan; per l'ingegnoso lavoro di progettazione e sviluppo del Rutan Voyager e l'esecuzione del primo volo di circumnavigazione terrestre senza scalo.
- 1987: NASA Lewis Research Center e il team NASA Advanced Turboprop Project; per lo sviluppo di concetti avanzati di propulsione a turboelica per la rotazione singola, la controtazione senza ingranaggi e i sistemi di elica intubata con controrotazione.
- 1988: Richard Truly; per il proprio contributo al riuscito ritorno degli Stati Uniti nello spazio.
- 1989: Ben Rich (per la direzione alla Skunk Works), Lockheed Aircraft, USAF; per LO sviluppo del primo velivolo stealth, il Lockheed F-117 Nighthawk.

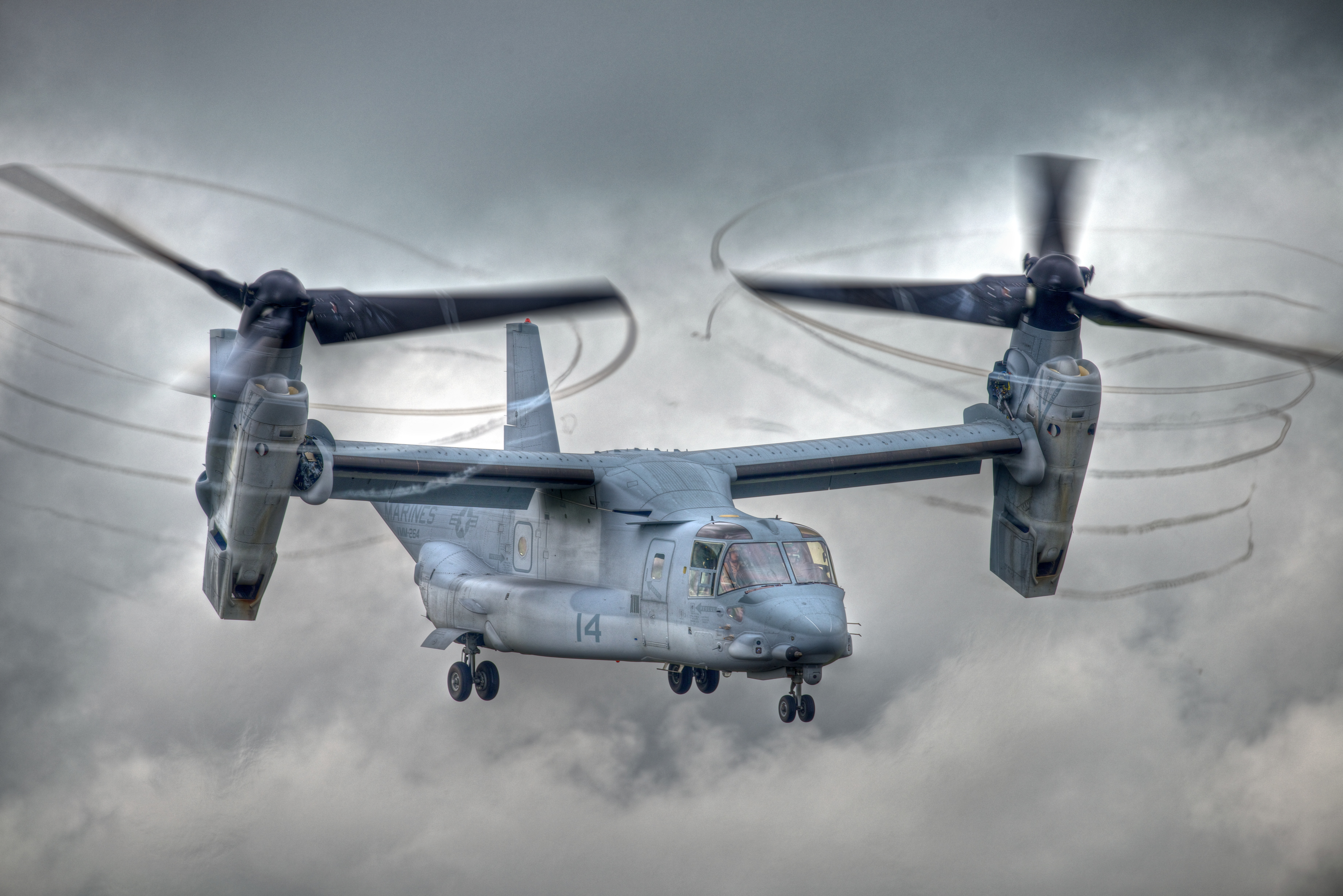
Bell-Boeing V-22 Osprey al Royal International Air Tattoo del 2012. Si notino le scie di condensazione emanate dalle eliche.

- 1990: Il team industriale Bell e Boeing; per lo sviluppo del Bell Boeing V-22 Osprey primo convertiplano al mondo prodotto su larga scala.
- 1991: La Northrop Corporation, i subcontraenti industriali e la United States Air Force per la progettazione, lo sviluppo, la realizzazione e l'avvio alle prove di volo del bombardiere tutt'ala B-2.
- 1992: Naval Research Laboratory, U.S. Air Force, Aerospace Corporation, Rockwell International, e IBM Federal Systems Company per lo sviluppo del Global Positioning System (GPS).
- 1993: Team di riparazione del telescopio spaziale Hubble; per la leadership eccezionale, l'ardimento e il rinnovo della fede pubblica nel programma spaziale americano grazie al successo del recupero orbitale e alla riparazione del telescopio spaziale Hubble.
- 1994: USAF, McDonnell Douglas, U.S. Army ed il team di subcontraenti industriali; per lo sviluppo del C-17 Globemaster III, le cui prestazioni ed efficienza lo rendono il più versatile aereo da trasporto aereo nella storia dell'aviazione.
- 1995: Boeing Commercial Airplanes ed il team di sviluppo della linea di aerei Boeing 777, vincitori per aver prodotto l'avanzato aereo a fusoliera larga 777.
- 1996: Cessna Aircraft Company ed il Citation X Design Team per la progettazione, programma di sviluppo, certificazione ed avvio al servizio operativo del Cessna 750 Citation X, il primo aereo commerciale nella storia dell'aviazione degli Stati Uniti ad ottenere una velocità di crociera di Mach 0,92.
- 1997: Gulfstream Aerospace ed il team industriale del Gulfstream V; per l'applicazione di successo del design avanzato e di tecniche di produzione efficienti insieme a innovative partnership commerciali internazionali, per aver messo in servizio il Gulfstream V, il primo business jet al mondo a lungo raggio.
- 1998: Lockheed Martin Corporation, General Electric, NASA, Air Combat Command della United States Air Force e Defense Intelligence Agency; per la progettazione, la produzione e il funzionamento dell'aereo d'alta quota U-2S/ER-2, sentinella americana per la pace in ogni luogo del mondo.
- 1999: Boeing Company, General Electric, Northrop Grumman Corporation, Raytheon Company e USAF, per la progettazione, fabbricazione, collaudo e messa in servizio dell'aereo da combattimento multiruolo F/A-18E/F.
- 2000: Northrop Grumman Corporation, Rolls-Royce plc, Raytheon Company, L-3 Communications, United States Air Force e Defense Advanced Research Projects Agency (DARPA) per la progettazione, costruzione, programma di sviluppo ed avvio alla costruzione dell'RQ-4 Global Hawk, il primo aeromobile a pilotaggio remoto completamente autonomo, il primo testato in condizioni operative e l'APR da sorveglianza e ricognizione aerea con le migliori caratteristiche a livello mondiale.
- 2001: Lockheed Martin, Rolls-Royce plc, Pratt & Whitney, BAE Systems, Northrop Grumman Co. e Joint Strike Fighter Program Office; per la progettazione, costruzione, programma di dimostrazione in condizioni operative dell'Integrated LiftFan Propulsion System[6][7]
- 2002: Sikorsky Aircraft Corporation ed il suo S-92 Team di sviluppo.
- 2003: Team Gulfstream G550; per i risultati all'avanguardia nella progettazione, test e costruzione di un velivolo innovativo, incorporando miglioramenti misurabili nella sicurezza e progressi di vasta portata nella tecnologia aerospaziale.

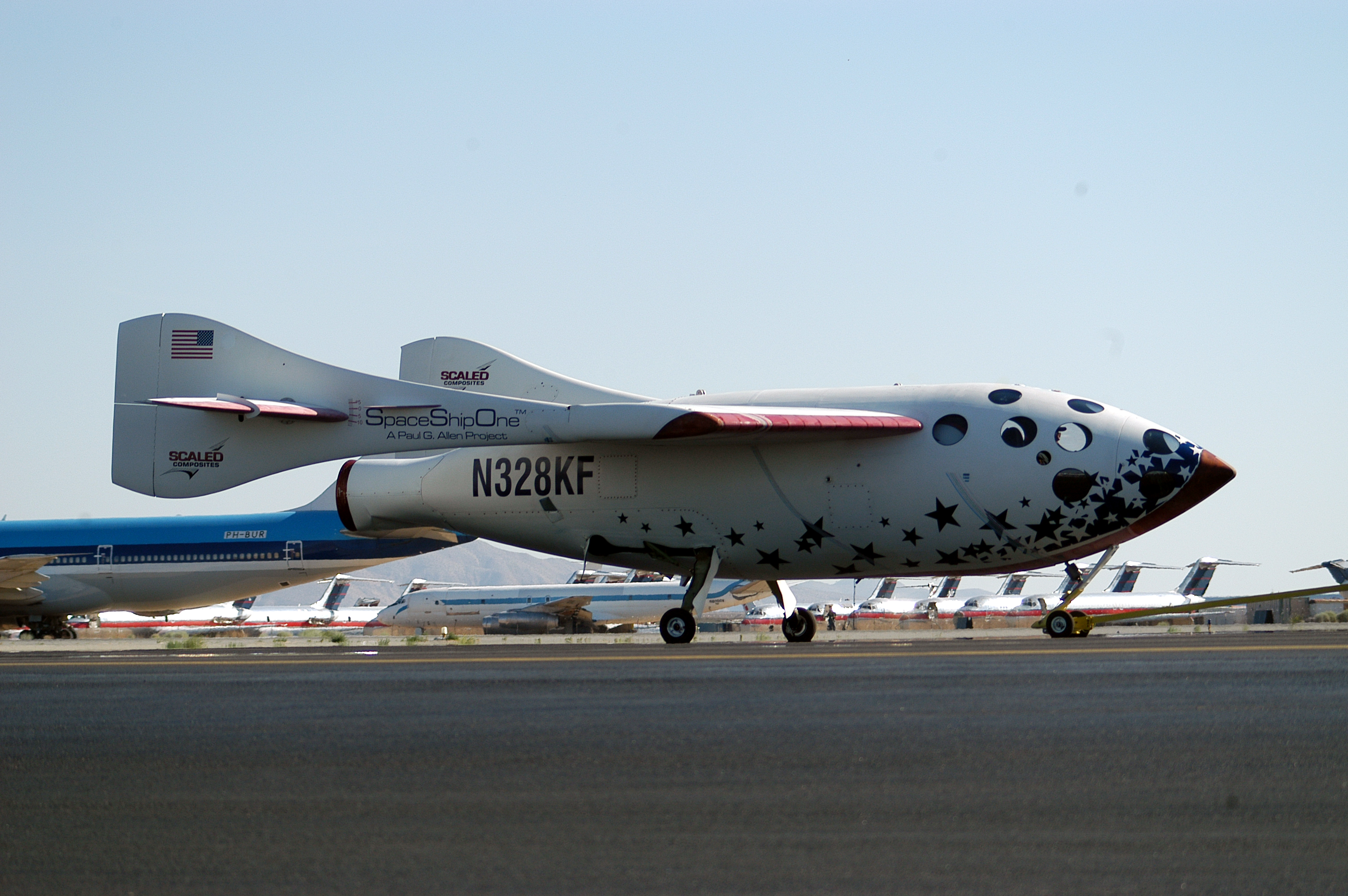
Lo Scaled Composites SpaceShipOne.

- 2004: Paul Allen, Burt Rutan ed il SpaceShipOne team per la progettazione e il lancio del primo veicolo spaziale commerciale con equipaggio.
- 2005: Eclipse Aviation, premiata per il risultato per l'innovazione nel progresso dell'aviazione generale grazie allo sivluppo ed alla messa in produzione di jet superleggeri, specificamente, l'Eclipse 500.
- 2006: La squadra F-22 Raptor, perché l'F-22 "ha stabilito la superiorità indiscutibile del Raptor, dal design visionario, con test rigorosi e produzione innovativa", secondo il Presidente NAA David Ivey.  Il team Raptor è composto da United States Air Force, Lockheed Martin, BAE Systems, Boeing, Northrop Grumman, Raytheon, Pratt & Whitney, e 1 000 altri fornitori situati in 42 stati.
- 2007: Varie organizzazioni e compagnie pubbliche e private per il loro innovativo lavoro sull'Automatic Dependent Surveillance-broadcast (ADS-B).
- 2008: Commercial Aviation Safety Team; per il raggiungimento di un livello di sicurezza senza precedenti nelle operazioni delle compagnie aeree statunitensi riducendo il rischio di un incidente aereo dell'83%, con il risultato di due anni consecutivi senza incidenti mortali su voli di linea.
- 2009: NASA, team della Stazione spaziale internazionale (Boeing, Draper Laboratory, Honeywell, Lockheed Martin, United Space Alliance, United Technologies Corporation); per la progettazione, lo sviluppo e l'assemblaggio nello spazio del più grande veicolo spaziale del mondo (un laboratorio orbitante) promettendo nuove scoperte per l'umanità e stabilendo nuovi standard per la cooperazione internazionale nello spazio.
- 2010: Sikorsky X2 Technology™ Demonstrator Team della Sikorsky Aircraft Corporation; "per la realizzazione di un rivoluzionario elicottero dalla velocità di 250 nodi (460 km/h), che segna un collaudato punto di partenza per il futuro sviluppo degli elicotteri aumentandone notevolmente la velocità, la manovrabilità e l'utilità".
- 2011: Boeing Company; per il progetto, la costruzione, la consegna, e il supporto tecnico del Boeing 787 Dreamliner.
- 2012: NASA/Jet Propulsion Laboratory Mars Science Laboratory/Team del progetto Curiosity; per l'atterraggio con successo di Curiosity su Marte, per le capacità tecnologiche e ingegneristiche avanzante della nazione e il significativo miglioramento dell'umanità nella comprensione degli antichi ambienti marziani.
- 2013: Northrop Grumman Corporation, United States Navy e il team industriale per la progettazione, la costruzione, e la dimostrazione del velivolo X-47B e la sua capacità di operare in modo autonomo e effettuare atterraggi su una portaerei.
- 2014: Gulfstream Aerospace per lo sviluppo del business jet Gulfstream G650, che ha rafforzato il comparto business dell'aviazione attraverso significativi progressi tecnologici in termini di prestazioni degli aeromobili, il comfort della cabina, e la sicurezza.
- 2015: NASA/JPL - Team della Missione Dawn in riconoscimento delle straordinarie conquiste ottenute per raggiungere ed esaminare il pianeta nano Cerere e l'asteroide Vesta, e per lo sviluppo delle capacità della nazione sviluppando e sperimentando nuove frontiere tecnologiche nei viaggi spaziali.
- 2016: Blue Origin, per il successo del razzo VTVL (Vertical Takeoff, Vertical Landing) New Shepard, utilizzato con successo per cinque diversi voli tra il 23 novembre del 2015 e il 5 ottobre 2016.
- 2017: Cirrus Aircraft per la realizzazione del Cirrus Vision SF50, primo aereo a reazione commerciale ad entrare in servizio dotato di sistema di sicurezza basato su un paracadute balistico.
- 2018: Il Team "Automatic Ground Collision Avoidance System" (auto GCAS); per aver completato con successo la rapida progettazione, integrazione ed i test di volo della tecnologia vitale e salvavita per la flotta mondiale degli F-35, ampliando la tecnologia per gli utenti degli F-16 e l'aviazione civile e stabilendo standard di certificazione che hanno segnato l'ingresso dell'aviazione nell'età dell'autonomia.
- 2019: Il team del Boeing X-37B formato dallo United States Department of the Air Force; per lo sviluppo e l'utilizzo dell'unico spazioplano autonomo e riutilizzabile al mondo, che ha registrato più di 2 865 giorni in orbita in cinque missioni, cambiando l'accesso allo spazio e servendo come cavallo di battaglia della nazione nella sperimentazione spaziale e nella tecnologia.

### Annotazioni
1. ↑  In lingua inglese: is awarded annually "for the greatest achievement in aeronautics or astronautics in America, with respect to improving the performance, efficiency, and safety of air or space vehicles, the value of which has been thoroughly demonstrated by actual use during the preceding year".
2. ↑  Il progetto dell'idrovolante fu realizzato dal tenente britannico John W. Dunne e la Burgess Company di Marblehead (Massachusetts) acquisì i diritti di produzione facendone seguire diversi sviluppi.
3. ↑  Realizzato in 175 giorni di viaggio, tra il 6 aprile e il 28 settembre 1924, utilizzando velivoli Douglas World Cruiser.
4. ↑  Curato da Fred Weick.
5. ↑  Il progetto del bombardiere Martin B-10 (XB-907).
6. ↑  La famiglia di trasporti all'epoca costituita da Douglas DC-1 e DC-2.
7. ↑  Fu utilizzato un velivolo Lockheed L-14 Super Electra.
8. ↑  Secondo quanto riportato dalla sua biografia, Yeager ripose il trofeo nel suo garage utilizzandolo come contenitore di dadi e bulloni.
9. ↑  Gruppo di sette astronauti designati per il Programma Mercury, noti come Mercury Seven.
10. ↑  Rispettivamente SL-2, SL-3 e SL-4.
11. ↑  Il Williams F107.

### Fonti
1. ↑  Collier Trophy - NAA: National Aeronautic Association, in "naa.aero".
2. ↑  Collier Trophy For Aviation Stolen at Hotel, in "www.washingtonpost.com".
3. ↑  Stolen Collier Air Trophy Is Found in Park, in "www.nytimes.com".
4. ↑   The Founding Father, in Flying Magazine, Aug 1976,  p. 76.
5. ↑   Ritchie Thomas, Sylvanus Albert Reed Inventor, in AAHS, Summer 1992,  p. 103.
6. ↑  (EN) Propulsion System in Lockheed Martin Joint Strike Fighter Wins Collier Trophy, su Lockheed Martin Aeronautics Company, 28 febbraio 2003. URL consultato il 16 gennaio 2025 (archiviato dall'url originale il 25 maggio 2011).
7. ↑  "Propulsion system for a vertical and short takeoff and landing aircraft", United States Patent 5209428 (PDF of original).